# Dino Risi
Dino Risi, född 23 december 1916 i Milano, död 7 juni 2008 i Rom, var en italiensk filmregissör och manusförfattare. Tillsammans med Mario Monicelli, Luigi Comencini, Nanni Loy och Ettore Scola räknas han som en av de stora inom filmrörelsen commedia all'italiana.

## Filmografi (i urval)
- 1953 – Love in the City (episoden "Paradiso per 3 ore")
- 1957 – Fattiga men vackra
- 1961 – Una vita difficile
- 1962 – Lyxraggaren
- 1963 – I mostri
- 1966 – Den vilda jakten på juvelerna
- 1971 – I det italienska folkets namn
- 1974 – Profumo di donna
- 1977 – Anima persa